# Carl Carlsson (militär)
Carl Mattias Carlsson, född 13 november 1925 i Ockelbo församling i Gävleborgs län, död 28 maj 2021 i Follingbo distrikt i Gotlands län, var en svensk militär.

## Biografi
Carlsson avlade officersexamen vid Krigsskolan 1952 och utnämndes samma år till fänrik i armén, varefter han befordrades till kapten vid Gotlands artillerikår 1962. Han gick Artilleriofficersskolan vid Artilleri- och ingenjörofficersskolan 1954–1955. År 1970 befordrades han till major och tjänstgjorde 1970–1973 vid Artilleriets stridsskola, 1972 befordrad till överstelöjtnant. Han var avdelningschef för artilleridelen av Artilleriavdelningen vid Arméstaben 1973–1978 och ställföreträdande chef för Smålands artilleriregemente 1978–1979. År 1979 befordrades han till överste och var chef för Artilleriets stridsskola 1979–1982 samt chef för Bergslagens artilleriregemente 1982–1986.

## Utmärkelser
- Riddare av första klass av Svärdsorden, 6 juni 1970.[6]